# Cartel de motivación

El cartel Keep Calm and Carry On creado en la Segunda Guerra Mundial en Gran Bretaña.

Un cartel de motivación, o cartel inspirador, es un tipo de cartel comúnmente diseñado para su uso en escuelas, oficinas y trabajo.

## Intención
La intención de los carteles de motivación es hacer que las personas sigan adelante, o piensen de manera diferente sobre las cosas que pueden estar aprendiendo o haciendo Art Petty, por ejemplo, escribe que «no se puede imponer o legislar, y definitivamente no está inspirada en el cartel de motivación empresarial».

## Efectos
Los carteles de motivación puede tener efectos en el comportamiento. Por ejemplo, Mutrie y Blamey, de la Universidad de Glasgow y el Greater Glasgow Health Board, colocaron un cartel de motivación frente a una escalera y uno paralelo a la escalinata, en una estación de metro, y se duplicó la cantidad de uso de la escalera. Estos estudios llegaron a la conclusión de que tales carteles de motivación, puesto en el punto de decisión, puede tener un efecto de comportamiento, este efecto disminuyó a cero gradualmente durante unas semanas después de ser retirados los carteles.

## Uso en internet

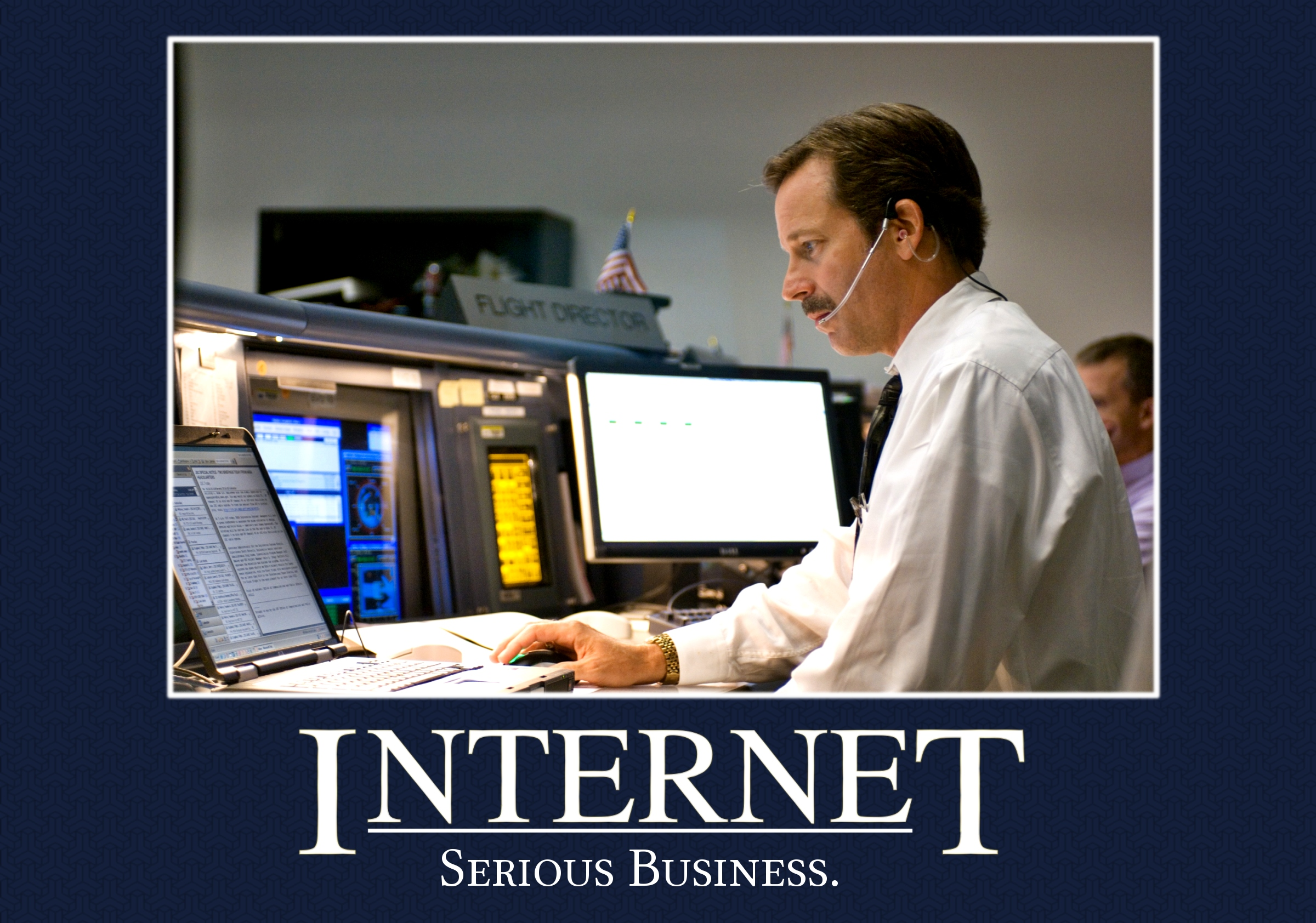
Un ejemplo de parodia de cartel motivacional: Internet. Serious Business. («Internet. Asunto/Negocio serio»).

En internet, el uso de imágenes y carteles con inscripciones se conoce coloquialmente como desmotivación y suelen ser parodias de los carteles originales. Ofrecidas por diversos sitios web, pretenden ser motivantes, o como su nombre lo dice, desmotivantes para las personas que puedan ver el contenido, despertando a la vez otros sentimientos, reflexiones y emociones en las mismas. Originalmente creadas para la página de habla inglesa Despair Inc, fueron presentadas como una parodia a los carteles motivacionales a finales de los noventa. Están diseñados típicamente para desalentar la fortaleza moral y disminuir la autoestima. A medida que se hacían cada vez más populares en toda la web, la broma ya no estaba relacionada con temas corporativos / educativos y se convertía en un meme distintivo con comentarios «crudos pero divertidos». Hoy en día, el formato blanco sobre negro de las desmotivaciones es un elemento básico en la memoria de Internet y es bastante común encontrar carteles desmotivacionales sin cinismo, volviéndose ahora recurrente en los formatos de habla hispana. Actualmente estas imágenes son ofrecidas y publicadas por muchos sitios web en Internet, en los cuales las personas interesadas pueden registrarse, subir el contenido deseado, comentarlo y/o calificarlo, entre otras cosas.
Estos carteles están diseñados en una lámina color negro, en ella se coloca una imagen y un texto en la parte inferior que explica lo que se intenta expresar mediante la imagen; ambas intentan hacer que el usuario o persona que los observe entre en las emociones antes mencionadas. Pueden estar clasificadas por emociones, como por ejemplo: amor, miedo, curiosidad, desprecio, alegría. Un cartel de motivación famoso es el de un gato colgando de una rama de un árbol junto a la frase «Hang in There, Baby!». De este se han reproducido diversas parodias, como su aparición en el episodio de Los Simpson «The Twisted World of Marge Simpson» donde Marge Simpson comenta: «... determinada o no, ese gato debería estar muerto hace tiempo. Eso es una especie de tranquilizante". Otra referencia al cartel fue en The Onion 1999 "In the News" fotografía titulada "Inspirational Poster Kitten Falls To Death After 17 Years».